# Johovec
Johovec is een plaats in de gemeente Križ in de Kroatische provincie Zagreb. De plaats telt 141 inwoners (2001).